# إمبيلية متينة
الإمبيلية المتينة (الاسم العلمي:Embelia ribes) المعروفة باسم الفلفل الأسود الزائف والإمبيلية المزهرة البيضاء والفيدنجة هي نوع من النباتات تتبع جنس الإمبيلية من فصيلة الربيعية. تم وصفها في الأصل من قبل نيكولاس لوران بورمان في منشوره عام 1768 «نباتات الهند». يتم توزيعها على نطاق واسع في جميع أنحاء الهند. تعتبر مفيدة على نطاق واسع في للعديد من الأمراض في الأيورفيدا والسيدها.